# Belforte (Toskana)
Belforte ist ein Ortsteil (Fraktion, italienisch frazione) der Gemeinde Radicondoli in der Provinz Siena, Region Toskana in Italien.

## Geografie
Der Ort liegt ca. 5 Kilometer südlich des Hauptortes Radicondoli und ca. 20 Kilometer südwestlich der Provinzhauptstadt Siena. Er liegt bei 542 Metern und hatte 2001 ca. 220 Einwohner. 2017 waren es ca. 120 Einwohner. Im Nordwesten liegt das Tal des Cecina, im Süden das des Merse.

## Geschichte
Erstmals erwähnt wird der Ort 1186. Dokumente aus dem Jahr 1221 nennen die Aldobrandeschi als Herren über den Ort. Am 30. August 1301 unterwarf sich der Ort Siena. Nach der Niederlage der Republik Siena im Konflikt mit der aus Florenz gelangte der Ort mit Radicondoli 1555 in das Großherzogtum Toskana.

## Sehenswürdigkeiten
- Pieve di Santa Maria Assunta, Pieve im Ortskern, die früher innerhalb der Burg lag. Entstand im 14. Jahrhundert und enthält von Alessandro Casolani die Werke Madonna della Cintola con San Girolamo e Sant’Antonio und Maria Vergine annunciata.[5]
- Chiesa della Compagnia di Santa Croce, Kirche im Ortskern, die im 17. Jahrhundert entstand.[5]
- Palazzo Pubblico, bereits 1230 erwähnter Palast im Ortskern.[4] Entstand als Casa del gastaldo der Aldobrandeschi. Im Jahr 1576 wurde die Uhr an der Fassade dokumentiert. Diese wurde 1928 ersetzt, die Originaluhr wird im Inneren aufbewahrt. Heute dient das Gebäude als Casa della Memoria L’Aquilante.[6]

## Bilder

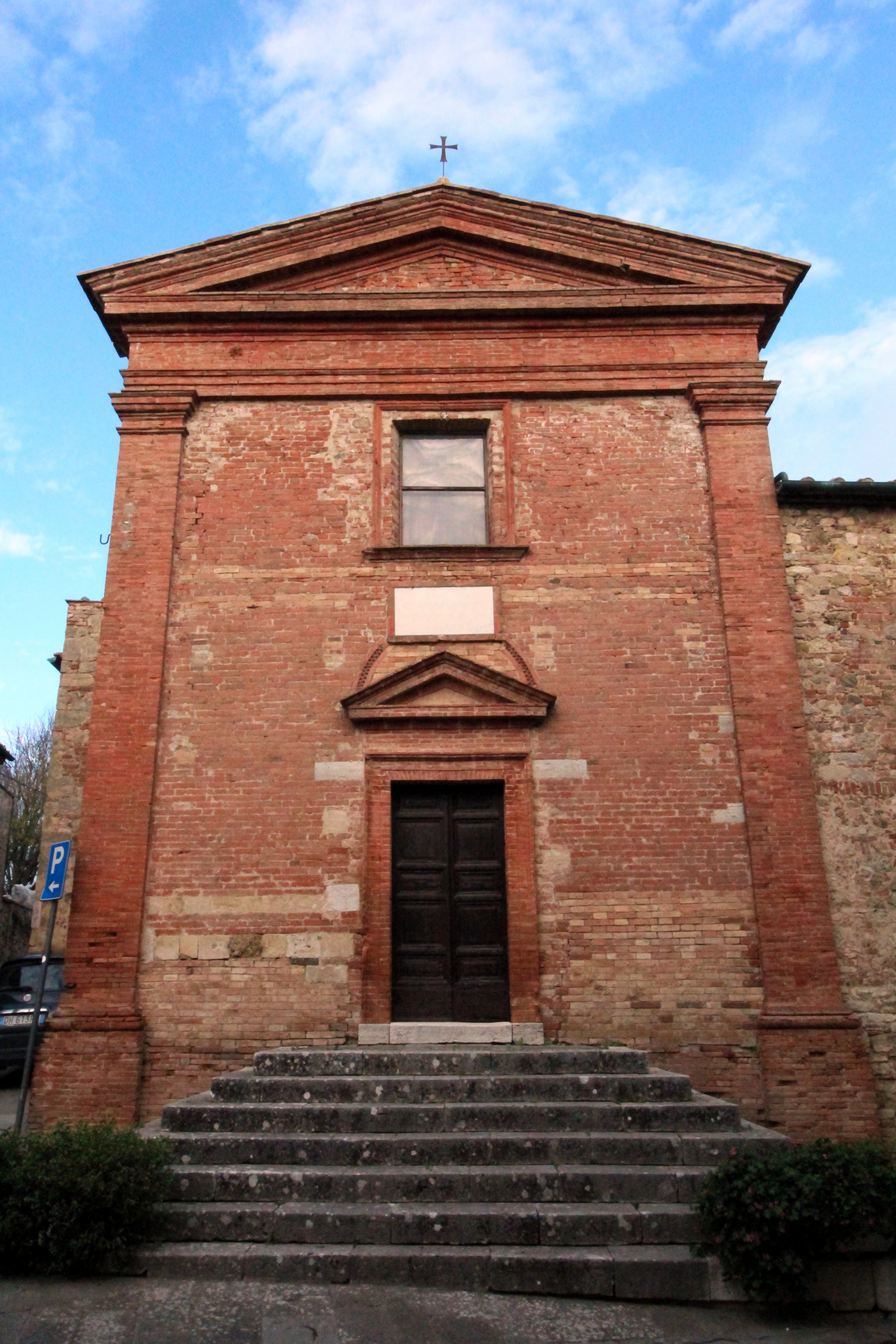
Die Compagnia di Santa Croce an der Via Santa Croce
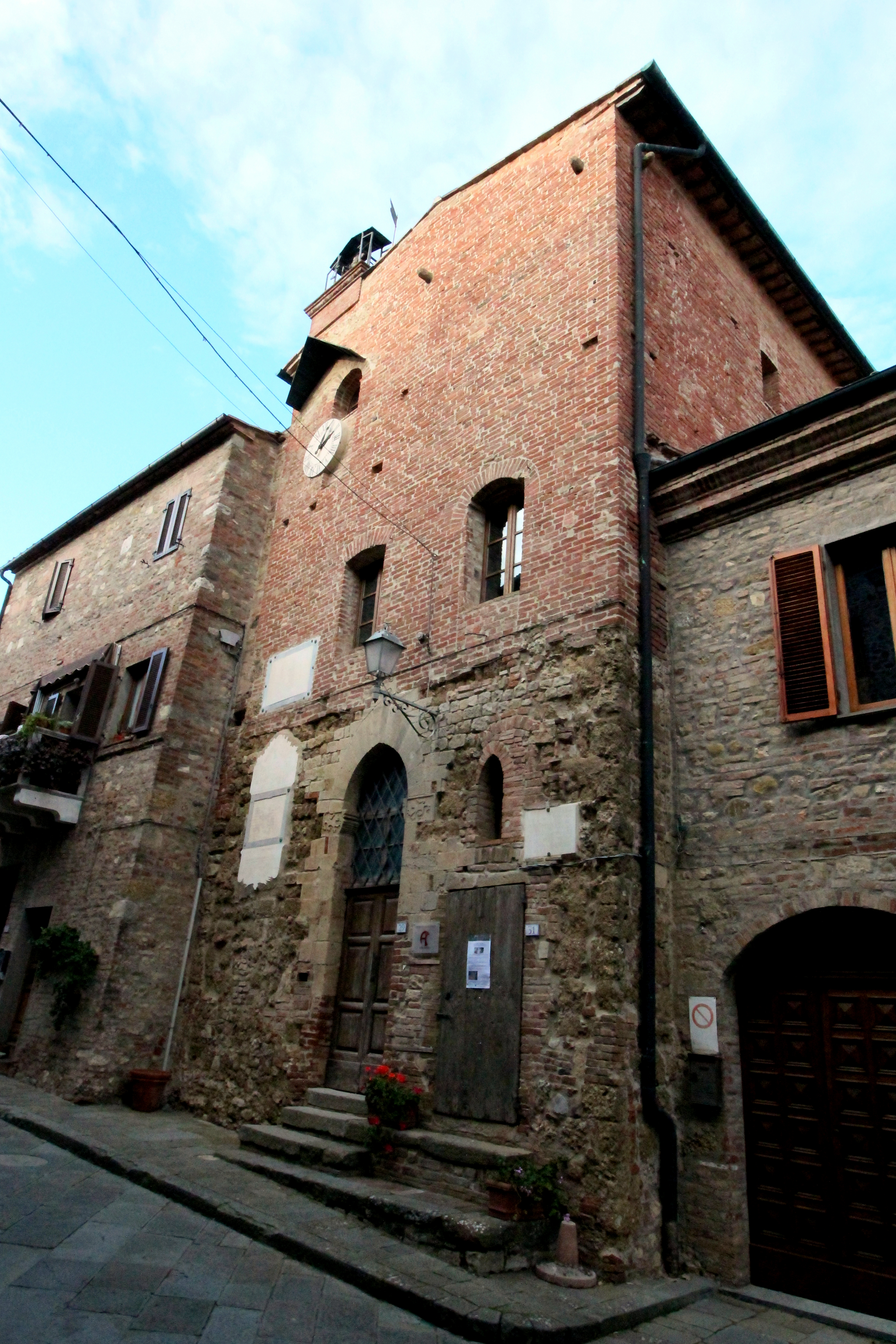
Der ehemalige Palazzo Pubblico an der Via Santa Croce
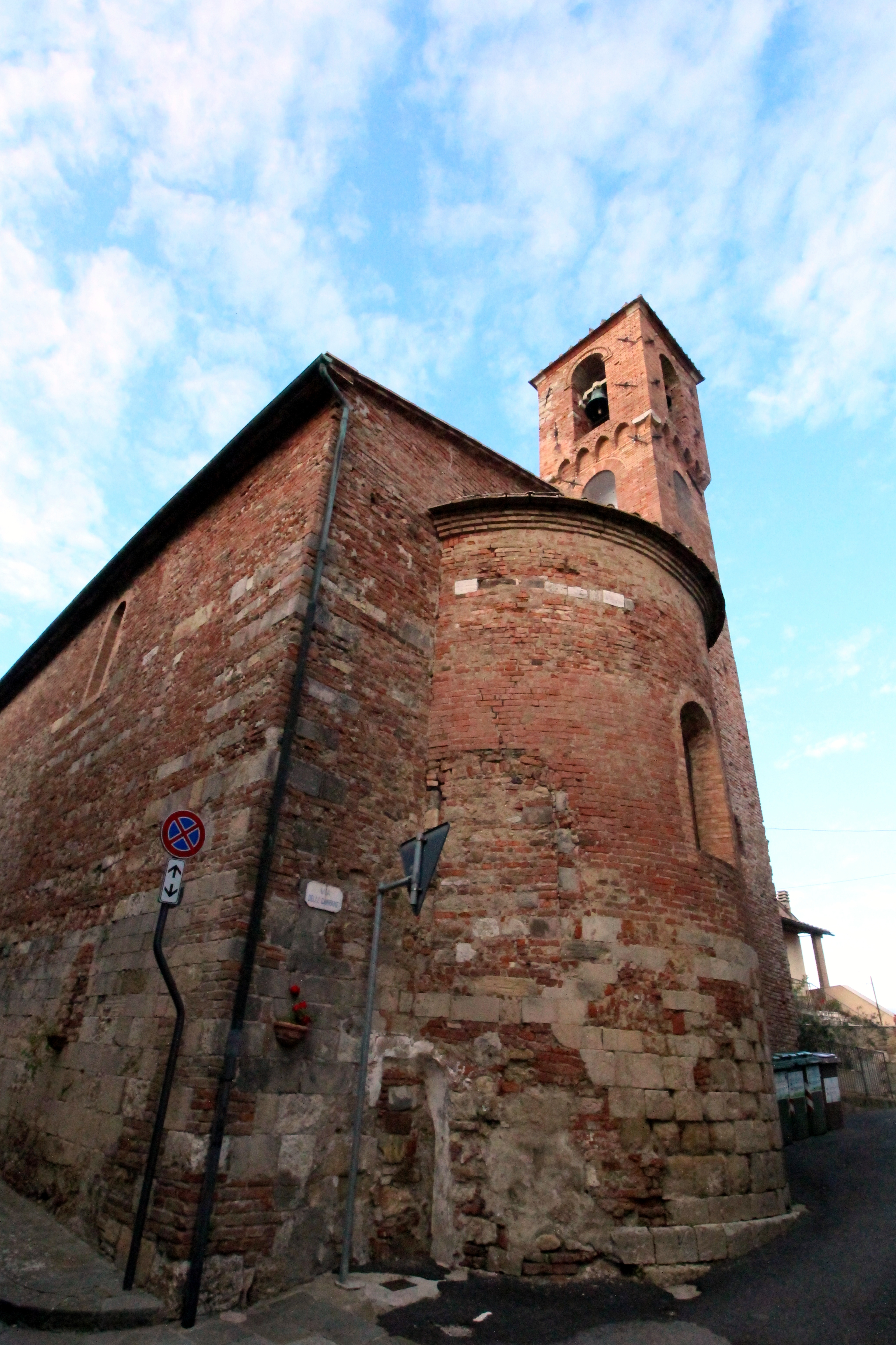
Die Apsis von Santa Maria Assunta
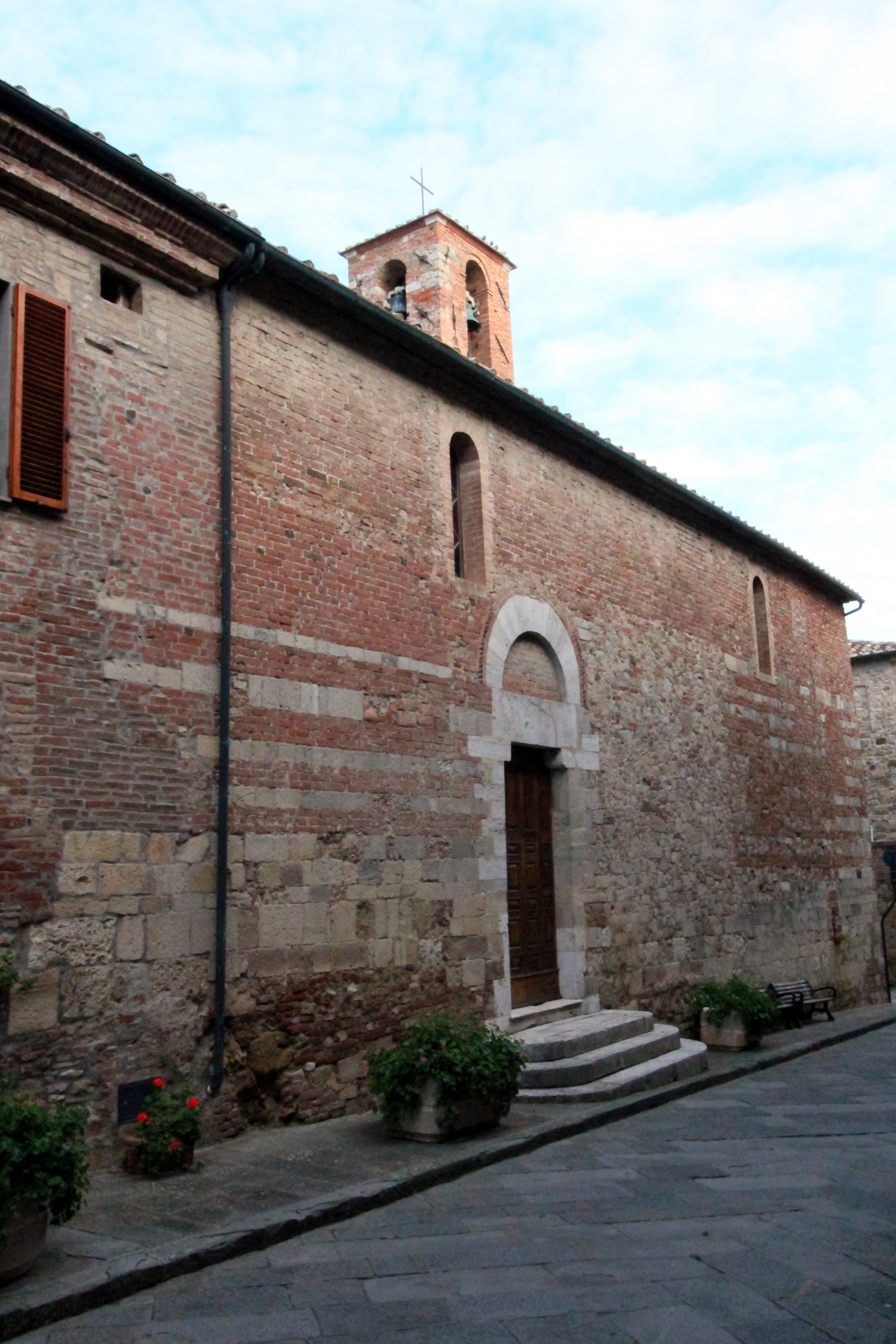
Seitenansicht von Santa Maria Assunta an der Via Santa Croce